# Серсеи Ланистер
Серси Ланистер је фиктивни лик из серије романа Песма леда и ватре америчког књижевника Џорџа Р. Р. Мартина. У ТВ-серији Игра престола улогу Серси Ланистер тумачи енглеска глумица Лина Хиди. Серси је члан куће Ланистер, најбогатије и једне од најмоћнијих породица у краљевству Вестерос. 

## Биографија

### Опис лика
У причи, Серсеи је краљица Седам краљевства Вестероса, супруга краља Роберта Баратеона. Њен отац, Тивин, уговорио је брак након што је пропао његов покушај да је заручи за принца Регара Таргарјена. Династија Таргарјен изгубила је рат, а њен отац се наметнуо у улогу политичког саветника за новопеченог краља Роберта. Ланистери су најбогатија породица у Вестеросу и помогли су Роберту да освоји престо, због чега је Роберт пристао на брак. Серсеи има брата близанца Џејмија с којим је била у родоскрвној афери. Све троје Серсеине деце су Џејмијева, што је краљу непознато. Серсеи је једина ћерка и најстарије дете Тивина Ланистера и његове супруге Џоане; њен брат близанац, Џејми, рођен је убрзо након Серсеи. Серсеи и Џејми изгледали су толико слично као деца да је Серсеи повремено носила Џејмијеву одећу, те су други често мислили да је он. Она је прелепа, са дугачком златном косом, блиставо зеленим очима и савршено заобљеним телом. После Робертове буне, удала се за новог краља Роберта, и постала је краљица Седам краљевства. Тврдоглава и амбициозна, Серсеи презире забране које је добила због свог пола. Увек брине о безбедности своје деце, Џофрија, Мирселе и Томена и све ће урадити да их заштити. Мартин је за Ролинг Стоун рекао:  
У Серсеи сигурно постоји велики ниво нарцизма. Она има готово социопатски поглед на свет и цивилизацију.
У серији, након што су јој сва деца умрла, Серсеи је преузела престо, чинећи је првом званично признатом владајућом краљицом у историји Седам краљевстава. Серсеина мајка умрла је када је Серсеи имала четири године, након што је родила млађег брата Тириона. Попут свог оца, Серсеи је увек кривила Тириона за мајчину смрт и дубоко се негодовала што је њена мајка умрла како би Тирион био донет на свет. Што се тиче њеног оца Тивина, током њеног детињства и тинејџерских година он је био стално одсутан од куће, служећи као краљева десница, са ретким посетама својој породици. Заједно са смрћу њене мајке, то је значило да су Серсеи и њено двоје браће првенствено одгајани од стране слуга везаних за кућу Ланистер. Док је Серсеи имала друге партнере, Џејми се увек строго држао за њу.

## Прича

### Игра престола
Роберт, Серсеи и већи део двора посећују Север како би именовали Едарда Старка за краљеву десницу. Током краљевске посете Зимоврелу, Едардов син Брен затиче Серсеи и Џејмија како врше инцест у кули. Да би спречио откривање њихове прељубе и инцеста, Џејми одгурне Брена са куле. Брен преживи, али се не сећа пада и остао је параплегичар. 
Едард на крају открива истину о Серсеином неверству и суочава се са њом, дајући јој прилику да побегне у прогонство и тако поштеди своју децу од погубљења. Серсеи је већ организовала Робертову смрт у ловачкој „несрећи“; када умре, Серсеи преузима контролу као намесница и Едард је затворен због издаје. Серсеи намерава да Едард да јавно признање и придружи се Ноћној стражи као казну, али уместо тога Џофри наређује да Нед буде погубљен. 

### Судар краљева
Фрустриран многим Серсеиним политичким грешкама, као и њеним неуспехом да контролише Џофрија, Тивин поставља Тириона за краљеву десницу, са изричитим упутствима да контролише Серсеи и Џофрија. Дошавши у главни град, Тирион улази у огорчену борбу за моћ са Серсеи, рушећи њен ауторитет и уклањајући њене присталице са положаја моћи.
У одсуству Џејмија, Серсеи узима њиховог рођака Лансела Ланистера за свог љубавника, а Тирион открива ову аферу. Када Станис Баратеон доплови до Краљеве Луке, Серсеи и Џофри се сакривају у замку, остављајући Тириона да води рачуна о одбрани града. На крају, Тивин и војске Тирелових стижу на време да присиле Станиса да се повуче и спасавају град. 

### Олуја мачева
Након што је формално заузео положај краљеве деснице, Тивин даје до знања Серсеи да више није добродошла на састанцима већа, фактички јој одузимајући политички ауторитет. Даље, Тивин намерава да венча Серсеи са Виласом Тирелом како би обезбедио савез са кућом Тирел. Све се ово пољуљано када је Џофри отрован на својој свадбеној гозби. Излуђена од туге због губитка свог најстаријег детета, Серсеи се обрушава на Тириона, оптужујући га за тровање краља из освете.
Серсеи манипулише суђењем Тириону како би осигурала смртну пресуду, подмићивањем и застрашивањем сведока. Када Тирион захтева суђење борбом, Серсеи за краљевог првака бира Грегора Клеганија, познатог као „Планина”. Планина преовладава, убивши Тирионовог шампиона Оберина Мартела. Тивин тада проглашава Тириона кривим и осуђује га на смрт, али Тирион бежи из затвора и убија Тивина. Серсеи поново има потпуну контролу над главним градом.

### Гозба за вране
Смрћу оца и старијег сина, најмлађе Серсеино дете, осмогодишњи Томен, крунисана је за краља, а Серсеи влада Седам краљевстава као краљица намесница. Серсеина владавина спушта се у низ политичких и економских грешака због њене лоше нарави, егоизма и параноје, увелико нарушавајући њен однос са Џејмијем и отуђујући савезнике. У исто време, Тирелови почињу да граде моћ у главном граду, на велику Серсеину запрепашћеност.
Серсеи прогања пророчанство за које она сматра да има везе са Тирионом, па обећава звање лорда ономе ко јој донесе Тирионову главу. То, међутим, доводи само до многих погрешних погубљења широм царства. У покушају да поткопа Тирелове и ослободи свог сина из брака са њиховом кћи, Маргери, Серсеи покушава да је окриви за прељубу и издају. Међутим, ова завера се обрушава јер истрага против Маргери открива доказе о Серсеиној прељуби и њеном саучесништву у Робертовој смрти, што је резултирало њеним хапшењем од стране Вере. Серсеи шаље писмо Џејмију тражећи од њега помоћ, али он игнорише њен захтев и спаљује писмо.

### Плес са змајевима
Да би се ослободила из притвора, Серсеи признаје неколико мањих оптужби против ње, укључујући и послебрачне афере, али не признаје да је убила свог супруга краља Роберта, нити да су њена деца резултат инцеста. Серсеи је ипак кажњена шетњом стида, присиљавајући је да се скине и гола прошета главним градом пред очима јавности. Пошто је Серсеи затворена, краљевством управљају њени савезници. Међутим, да ствар буде још гора, Варис се појављује у главном граду и извршава атентат на савезнике, док је њихово надлежно руководство претило да поништи штету коју је Серсеи направила.